# Rothschildia coxeyi
Rothschildia coxeyi är en fjärilsart som beskrevs av William Schaus 1932. Rothschildia coxeyi ingår i släktet Rothschildia och familjen påfågelsspinnare. Inga underarter finns listade.